# Eleutherodactylus thomasi
Eleutherodactylus thomasi är en groddjursart som beskrevs av Schwartz 1959. Eleutherodactylus thomasi ingår i släktet Eleutherodactylus och familjen Eleutherodactylidae. IUCN kategoriserar arten globalt som starkt hotad. Inga underarter finns listade i Catalogue of Life.